# سیارک ۲۱۶۶۲
سیارک ۲۱۶۶۲ (به انگلیسی: 21662 Benigni، نامگذاری:1999RC) بیست و یک هزار و ششصد و شصت و دومین سیارک کشف شده‌است که در ۱ سپتامبر ۱۹۹۹ کشف شد.